# Moosenalm (Lenggries)
Die Moosenalm ist eine Alm im Karwendel. Sie liegt im Gemeindegebiet von Lenggries.
Das weitläufige Almgebiet erstreckt sich von nördlich unterhalb des Schafreuters beim Kälbereck bis zum Wiesenbauern Hochleger weiter im Norden auf etwa 1600 m Höhe.
Die Alm verfügt über einen Zufahrtsweg von der Oswaldhütte im Rißtal, alternativ führt ein Steig von dort zur Alm.